# Пересмешница (Marvel Comics)
Пересмешница (англ. Mockingbird), она же Барбара «Бобби» Морс (англ. Barbara «Bobbi» Morse), также известна как Охотница (англ. Huntress) — супергероиня комиксов, публикуемых издательством «Marvel Comics». Напарница и жена Соколиного глаза, член Мстителей, агент Щ.И.Т.

## История публикаций
Пересмешница впервые появляется в истории о Ка-Заре Astonishing Tales № 6 (июнь 1971 года), написанной Джерри Конвэем и нарисованной Барри Смитом.
В последующих публикациях, в том числе созданных Роем Томасом, Леном Уэйном, Нилом Адамсом, Майком Фридрихом, Арчи Гудвином, Джорджом Эвансом, Стивеном Грантом и Марком Грюнвальдом, был внесён значительный вклад в развитие персонажа.
Пересмешница появилась в новом выпуске 2013 года Secret Avengers Ника Спенсера и Люка Росса.

## Биография

Пересмешница вместе с Соколиным глазом на обложке
Hawkeye & Mockingbird № 1 (2010 года)
художник Марко Дюрдевич

Барбара Морс была агентом Щ.И.Т., её назначение на Дикую Землю сделало её союзником обитателя джунглей Ка-Зара. Впоследствии она использовала костюмированную личность Охотницы, а затем Пересмешницы, чтобы разоблачить коррупционные действия некоторых агентов Щ. И. Т. После ранения она получила благодарность от директора Щ. И.Т. Ника Фьюри, который использовал её информацию, чтобы разоблачить десятки диверсантов в Щ. И. Т. Пересмешница была нанята для расследования дела, связанного с компанией Cross Technological Enterprises (CTE), где она столкнулась с начальником безопасности Соколиным глазом. Вскоре они обнаружили, что CTE работала на преступника Кроссфайра, оказывая ему содействие в осуществлении планов промыть мозги супергероям, для того, чтобы они убили друг друга. Они объединили свои силы против Кроссфайра и его подчиненных, в процессе чего у них возникли взаимные чувства. При успешном завершении задания Пересмешница предложила Соколиному глазу пожениться. Когда Соколиный глаз был назначен руководителем филиала Мстителей на Западном побережье, Пересмешница стала первым новичком команды и сыграла важную роль в оказании помощи Соколиному глазу в формировании новой команды.
Несколько месяцев спустя, во время путешествия во времени в 1876 году, Пересмешница была похищена наркоманом и безумцем Линкольном Слейдом, называющим себя Всадником Фантомом, который пытался заставить её стать его невестой. Пересмешница сражались с Всадником на краю утёса, с которого тот упал и разбился на смерть. Позже Мстителям Западного Побережья удаётся вернуть Барбару в настоящее время, и Пересмешница сохранила в тайне смерть Всадника Фантома. Тем не менее, призрак Всадника вскоре появился и сказал Мстителям, что она сыграла важную роль в его смерти, и, по существу, убила его. Узнав это Соколиный глаз ушёл от своей жены, и Пересмешница повторно поступила на государственную службу. Она принимала участие в Операции: Бдительность, программы для обеспечения защиты от любой потенциальной угрозы со стороны Вижена, но восстала против этого, как только обнаружила полную повестку дня программы. Помогая Мстителям спасти Вижена, она постепенно помирилась с Соколиным глазом, хотя их отношения никогда полностью не восстановились. Вместе они помогали обучать Мстителей Великих Озёр и Пересмешница подружилась с Эшли Кроуфорд (Большой Бертой).
Вскоре после возвращения к Мстителям Западного Побережья Пересмешница была похищена инопланетной расой Скруллов, способных изменять свой внешний облик. Замена Скруллов не была обнаружена до смерти двойника в руках демона Мефисто. Находясь у Скруллов Пересмешница столкнулась с дубликатом Соколиного глаза, который стал одержим ей и преследовал её, когда она собирала информацию о секретном плане вторжения Скруллов. После трёхлетнего нахождения в руках Скруллов, она воссоединилась с Клинтом Бартоном (в то время носящим мантию Ронина) и основала Всемирное Контр-Террористическое Агентство с агентами Щ. И. Т., которое перешло в начале Тёмного правления к Норману Озборну, и присоединилась к Мстителям вместе со своим бывшим мужем.

## Способности и оборудование
Пересмешница является отличной гимнасткой и владеет несколькими видами рукопашного боя. Обычно использует два полых шеста из стального сплава, в обращении с которыми она имеет большой опыт. Она использует эти шесты как боевые дубинки, свинчивает их вместе, чтобы использовать в качестве шеста бо или копья, а также чтобы совершать с помощью него прыжки на большие расстояния.
Барбара Морс имеет докторскую степень в области биологии. Она является квалифицированным агентом Щ. И.Т. и хорошо обучена методам разведки и контрразведки.
Пересмешнице вводили экспериментальную сыворотку супер-солдата, похожую на ту, которая дала силы Капитану Америке, и ту, которая замедлила старение Ника Фьюри. Очевидным следствием этого было то, что её раны исцелялись, но Ник Фьюри признавал свою неосведомлённость в отношении долгосрочного воздействие формулы на её организм. До сих пор, однако, она демонстрирует значительно повышенную физическую силу и ловкость.

## Альтернативные версии

### Последняя история Мстителей
В серии комиксов The Last Avengers Story, написанной Питером Дэвидом в 1995 году, Пересмешница изображается как озлобленная пенсионерка, которая заботится об ослепшем муже Клинте Бартоне. В заключение Пересмешница и Соколиный глаз возвращаются, чтобы помочь Мстителям победить Альтрона, Мрачного Жнеца и Канга.

### Фантастическая четвёрка: Большой город
Писатель Стив Инглхарт вернулся к Пересмешнице и Соколиному глазу в 2001 году в серии Fantastic Four: Big Town. Действие этой вселенной происходит в мире, где технологические достижения Рид Ричардса просочились в общество. Пересмешница и Соколиный Глаз показаны молодожёнами и членами Мстителей Манхэттена. Их отношения попадают под напряжение после того, как Пересмешница, защищая своего мужа, убивает нападавшего на него. Соколиный Глаз не одобряет её действия. Позже Пересмешница воздерживается от убийства Ртути, который затем убивает Соколиного глаза. В конце Мстители считают Бартона возрождённым, поместив его модель мозга в тело андроида Вижена.

### День М
Бобби Морс выступает как член группы Человеческого Сопротивления, возглавляемой Люком Кейджем. В этой вселенной Барбара Морс является бывшим агент Щ. И. Т., которая была уволена из организации, когда мутанты стали доминирующим видом. Она становится мстителем в костюме, и у неё возникает романтические отношения с Клинтом Бартоном/Соколиным глазом. Когда Пересмешница отправляется искать убежище в африканском государстве Ваканда, Бартон остаётся.

### Зомби Marvel
Пересмешница появляется как одна из зомбированных героев, атаковавших Карателя в Marvel Zombies vs. The Army of Darkness #2.

## Вне комиксов

Эдрианн Палики в роли Бобби Морс в сериале «Агенты «Щ.И.Т.»».

### Мультфильмы
- Пересмешница появлялась в нескольких эпизодах сериала «Мстители: Могучие герои Земли», где была озвучена Элизабет Дейли. Она была агентом Щ. И.Т., позже после обнаружения присутствия на Земле расы Скруллов ушла в подпольную команду Ника Фьюри. Было показано, что её саму также похитили Скруллы и подменили на свою королеву Веранке. После освобождения помогала супергероям Земли в борьбе против пришельцев.
- В полнометражном фильме «Новые мстители: герои завтрашнего дня» действует её сын Френсис.

### Видеоигры
- Пересмешница появлялась в игре Ultimate Marvel vs. Capcom 3 как член Мстителей Западного побережья.
- Пересмешница появлялась в игре Marvel: Avengers Alliance.
- Пересмешница появлялась в игре Marvel Future Fight
- Пересмешница является играбельным персонажем в игре Marvel Puzzle Quest (2013)
- Пересмешница является играбельным персонажем в игре Lego Marvel Avengers

### Сериалы
- Барбара «Бобби» Морс в исполнении Эдрианн Палики появляется в 5-й серии 2-го сезона сериала Агенты «Щ.И.Т.» в качестве агента под прикрытием, работающим в ССБ Гидры. Она спасает внедрённую в Гидру, но разоблачённую Джемму Симмонс, после чего присоединяется к основному составу сериала. В сериале она является бывшей женой агента Лэнса Хантера. Позже выясняется, что Бобби вместе с агентом МакКензи работают на организацию, называющую себя «настоящим ЩИТом» и являются шпионами в команде Фила Колсона. В финале сезона была похищена Грантом Уордом и Агентом 33, но спасена Лэнсом Хантером и Мелиндой Мэй. В 3-м сезоне из-за полученных травм Барбара была отстранена от оперативной работы, но осталась в команде в качестве научного сотрудника. В 6-й серии после «драки» с агентом Мэй (оказавшейся проверкой для Бобби) отправилась с ней на поиски Вернера фон Штрукера. Агент Морс продемонстрировала восстановленную боевую форму, а также использовала свои боевые дубинки, способные возвращаться в руки с помощью магнита и производить электрический разряд. В 13 серии 3 сезона она, будучи в России, убивает генерала Андровича, представителя Нелюдей, после чего вместе с Лэнсом Хантером была арестована российскими властями. После переговоров Президента США и Колсона с Премьер-министром России их освобождают, но они больше не могут быть агентами «Щ. И.Т.». В одном из баров Колсон, Мэй, Дейзи, Мак, Фитц и Симмонс устраивают им «шпионское прощание».
- Планировалось, что Барбара Морс станет главной героиней сериала «Особо опасные», где её вновь сыграла бы Эдрианн Палики. Сериал должен был рассказать про совместные приключения Морс и Лэнса Хантера, к роли которого планировал вернуться Ник Блад[8]. Но сериал был отменён.